# Brookesia desperata
Brookesia desperata – endemiczny gatunek gada z rodziny kameleonowatych (Chamaeleonidae) występujący na Madagaskarze. Został odkryty w 2007 roku i formalnie opisany w lutym 2012. Jest jednym z najmniejszych znanych gatunków kameleona.

## Historia odkrycia i badań
Holotyp B. desperata (dorosły samiec) został złapany 12 marca 2007 roku przez zespół Frank Glaw, Jörn Köhler i A. Razafimanantsoa w rezerwacie Forêt d’Ambre położonym w odległości około 5 km od wsi Sakaramy w prowincji Antsiranana, w północnej części Madagaskaru. Paratypy schwytano w tym samym rezerwacie w lutym 2008 roku. Gatunek został opisany w lutym 2012 roku na łamach „PLoS ONE”. Łączna długość ciała samca schwytanego w 2007 roku wynosiła 39,7 mm (ogon 14,7 mm, a tułów z głową 25 mm). Część grzbietowa tułowia żywych okazów, oraz wierzchnia część głowy i ogona mają barwę jasnoszarą, zaś dolna część tułowia jest beżowa, brązowa lub ciemnobrązowa.

## Morfologia
B. desperata należy do najmniejszych kameleonów i jest blisko spokrewniony z innymi gatunkami rodzaju Brookesia występującymi na Madagaskarze. 
| Część ciała               | Przedział wymiarów samców | Przedział wymiarów samic |
| ------------------------- | ------------------------- | ------------------------ |
| łączna długość ciała (mm) | 39,7–42,9                 | 43,3–47,6                |
| tułów z głową (mm)        | 25,0–26,7                 | 27,3–30,0                |
| ogon (mm)                 | 14,7–16,4                 | 15,1–17,6                |
| rozstaw oczu (mm)         | 2,4–2,6                   | 2,2–2,7                  |

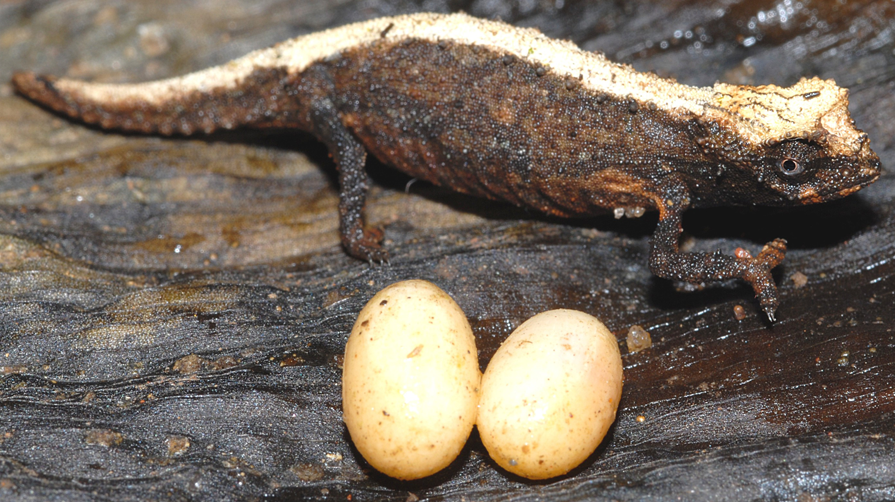
Samica z dwoma złożonymi jajami, wybarwiona w sposób charakterystyczny pod wpływem stresu

Wszystkie schwytane okazy zostały znalezione nocą na małych gałęziach lub na liściach znajdujących się na wysokości 5–100 cm nad ziemią. Skóra przestraszonych zwierząt jest wybarwiona na ciemno z jasnym pasem biegnącym środkiem grzbietu.